# Ashiya, Hyōgo
Ashiya (芦屋市 Ashiya-shi?) este un municipiu din Japonia, prefectura Hyōgo.